# Safaitisch
Safaitisch ist der Name eines altnordarabischen Dialekts, der durch Inschriften in südsemitischer Schrift überliefert wurde. Die Inschriften wurden von beduinischen und halb-nomadischen Einwohnern der syrischen Wüste erstellt. Datiert werden die Inschriften um den Zeitraum zwischen 1. Jh. v. Chr. und dem 4. Jh. n. Chr. Der Safaitische Dialekt wurde ab dem 7. Jh. n. Chr. durch das klassische Arabisch ausgelöscht.

## Verbreitung
Safaitische Inschriften sind nach dem Gebiet benannt, in dem sie 1857 zuerst wiederentdeckt wurden: Es-Safa, ein Gebiet der Basalt-Wüste südöstlich von Damaskus in Syrien. Seit dieser Zeit gab es weitere umfangreiche Funde auch in Südsyrien, im östlichen Jordanien und im Nordwesten von Saudi-Arabien. Vereinzelte Funde gab es auch in Palmyra in Syrien, im Libanon, im Wadi Hauran im westlichen Irak und in Ha'il im Norden Saudi-Arabiens. Ganz ungewöhnlich sind neun kurze Graffiti aus dem Theater von Pompeji. Die größte Verbreitung gab es anscheinend in der Hauran-Region, zu der eine schwarze Basalt-Wüste gehört, die sich vom Dschebel ad-Duruz im Nordwesten über Jordanien bis nach Saudi-Arabien erstreckt. Ungefähr 30.000 Inschriften wurden entdeckt, obwohl gewiss einige hunderte oder tausende unentdeckt bleiben werden aufgrund der Abgelegenheit und der unwirtlichen Umgebung, in der die meisten Inschriften gefunden wurden. Typischerweise wurden die Inschriften auf Felsen oder Steinschüttungen in der Wüste oder auf den Steinen von Hügelgräbern gefunden. In vielen Fällen ist es unklar, ob die Inschriften der Gräber vor oder nach dem Bau der Grabanlagen angebracht wurden.

## Sprache und Schrift
Safaitisch ist ein Zweig der frühen südzentralsemitischen Sprache Frühnordarabisch. Innerhalb der arabischen Sprachfamilie gibt es eine ganze Reihe von Dialekten, welche das h- anstelle des ’al für den bestimmten Artikel verwenden; darunter fallen: safaitisch, dedanitisch, lihyanitisch, thamudisch und hasaitisch. Das safaitische Alphabet enthält 28 Buchstaben. Drei unterschiedliche Alphabete sind überliefert, aber alle sind unterschiedlich angeordnet, was die Vermutung zulässt, dass die Schrift nur beiläufig gelernt und nicht systematisch unterrichtet wurde.
Mehrere verschiedene Schriftarten wurden klassifiziert, darunter Safaitisch, Quadrat-Safaitisch und Südsafaitisch. Die Inschriften wurden eingeritzt, normalerweise als regelmäßige Furchen, jedoch manchmal auch in Zickzack-Technik, und gelegentlich waren sie punktweise ausgehackt. Die Inschriften waren oft bustrophedon geschrieben: Die Schreibrichtung war von links nach rechts (oder umgekehrt) und wechselte in der folgenden Zeile usw.

## Inhalt
Die meisten saifatischen Inschriften waren selbst angebrachte Texte (Graffiti) und handelten über die aktuellen Belange des Schreibers – die Verfügbarkeit von Futter für seine Kamelherde, Trauer über kürzlich verstorbene Angehörige, oder einfach eine Auflistung des Ahnen, und der Feststellung, wer die Inschrift angebracht hat. Andere beschreiben Raubzüge, beten für große Beute, oder beschreiben religiöse Riten. Ein paar Inschriften weiblicher Autoren sind bekannt. Die Inschriften wurden teilweise durch Felsenmalerei begleitet, die Jagdszenen oder Schlachten, Kamele, Pferde und deren Reiter, Szenen im Beduinenlager, oder gelegentlich weibliche Figuren darstellen.

## Werkzeuge
Abgesehen von den Inschriften und Felsenmalereien, die uns hinterlassen wurden, ist nur sehr wenig über die Kunst der Werkzeugherstellung des saifatischen Volkes bekannt. Mehrere Faktoren spielen eine Rolle: Im Beduinenleben bestand wenig Bedarf an Werkzeugen, und die nichtsesshafte Lebensweise führte dazu, dass sehr wenig für die archäologische Forschung erhalten wurde. Die Bedingungen für eine erfolgreiche Erhaltung von Gegenständen waren nicht gut. Das Leben des saifatischen Volkes ist bisher nur unzureichend erforscht, und nur wenige Ausgrabungen wurden unternommen.